# Clemens Baeumker
Clemens Baeumker (* 16. September 1853 in Paderborn; † 7. Oktober 1924 in München) war ein deutscher römisch-katholischer Philosoph und Philosophiehistoriker.

## Leben

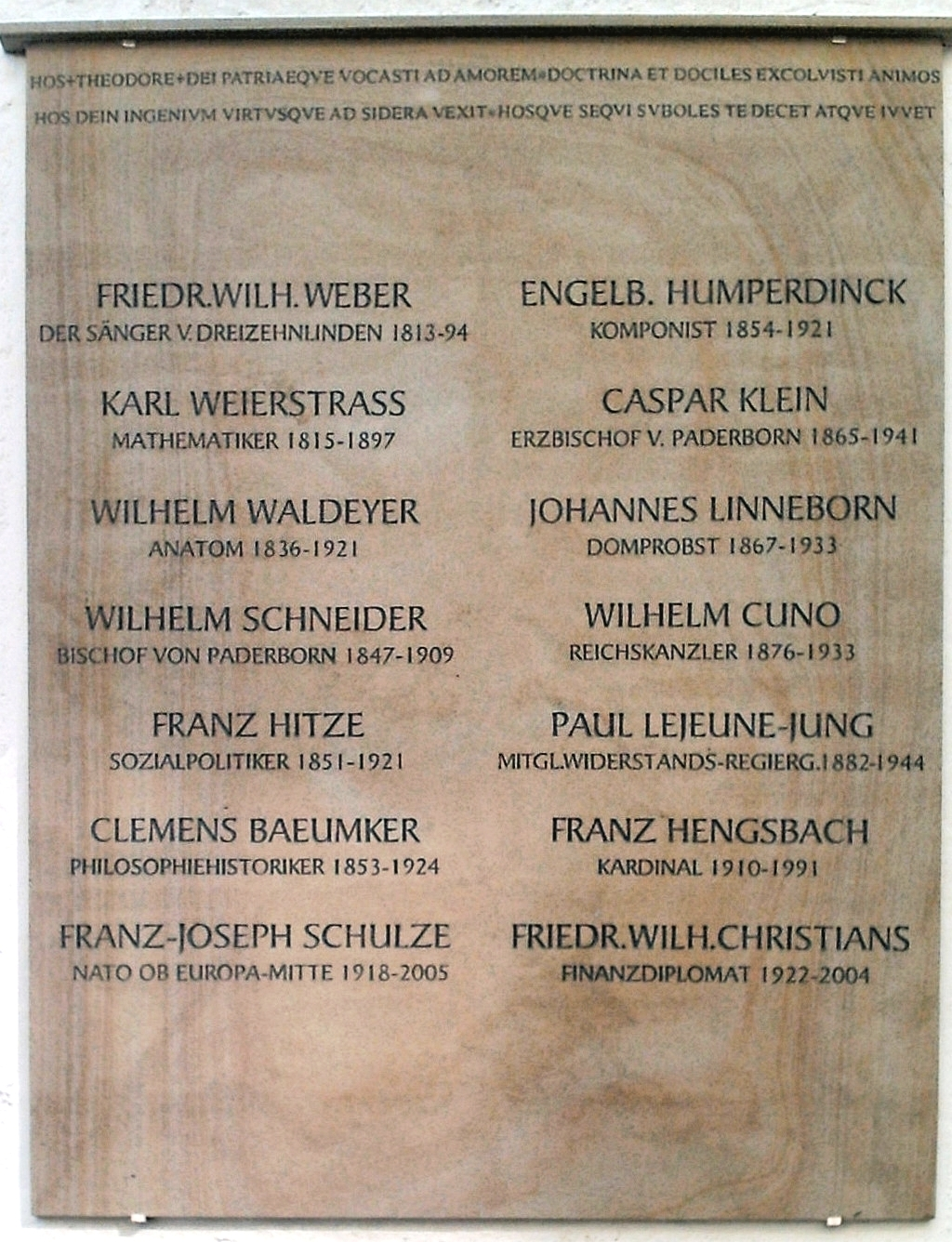
Ehrentafel am Gymnasium Theodorianum in Paderborn: Linke Seite: Zweiter von unten: Clemens Baeumker

Clemens Baeumker legte 1872 sein Abitur im Gymnasium Theodorianum in Paderborn ab und studierte anschließend an der Universität Paderborn und später an der Universität Münster Philosophie, Theologie und Philologie. Ab 1879 war er als Lehrer in Münster tätig. Da sich Georg von Hertling für ihn eingesetzt hatte, konnte er 1883 an der Universität Breslau den Lehrstuhl für Philosophie übernehmen. 1900 wurde er an die Universität Bonn berufen. 1903 übernahm er den Lehrstuhl von Wilhelm Windelband an der Universität Straßburg. Von 1912 ab lehrte er in München als Nachfolger von Georg von Hertling.
Baeumker gründete 1891 die in Münster erscheinende Schriftenreihe Beiträge zur Geschichte der Philosophie des Mittelalters (ab 1928/1930 Beiträge zur Geschichte der Philosophie und Theologie des Mittelalters).
Seine Söhne waren der katholische Geistliche und Bibliothekar Franz Baeumker und der Offizier und Luftfahrtfunktionär Adolf Baeumker.

## Ehrungen
1913 wurde Baeumker als ordentliches Mitglied in die Bayerische Akademie der Wissenschaften aufgenommen. Seit 1915 war er korrespondierendes Mitglied der Preußischen Akademie der Wissenschaften. Er war Ehrenmitglied der katholischen Studentenverbindungen Unitas Breslau, Arminia Bonn und Ottonia München, alle im KV, sowie der KDStV Winfridia Breslau und KDStV Badenia Straßburg, beide im CV.

## Veröffentlichungen (Auswahl)
- Das Problem der Materie in der griechischen Philosophie. 1890.
- Die europäische Philosophie des Mittelalters. 1909.
- Roger Bacons Naturphilosophie. 1916.
- Der Platonismus im Mittelalter. 1916.